# Hubbard (condado de Rusk, Wisconsin)
Hubbard es un pueblo ubicado en el condado de Rusk en el estado estadounidense de Wisconsin. En el Censo de 2010 tenía una población de 204 habitantes y una densidad poblacional de 1,76 personas por km².

## Geografía
Hubbard se encuentra ubicado en las coordenadas 45°36′10″N 91°8′1″O / 45.60278, -91.13361. Según la Oficina del Censo de los Estados Unidos, Hubbard tiene una superficie total de 115.66 km², de la cual 114.26 km² corresponden a tierra firme y (1.21%) 1.4 km² es agua.

## Demografía
Según el censo de 2010, había 204 personas residiendo en Hubbard. La densidad de población era de 1,76 hab./km². De los 204 habitantes, Hubbard estaba compuesto por el 99.02% blancos, el 0.49% eran afroamericanos, el 0.49% eran amerindios, el 0% eran asiáticos, el 0% eran isleños del Pacífico, el 0% eran de otras razas y el 0% pertenecían a dos o más razas. Del total de la población el 0% eran hispanos o latinos de cualquier raza.